# Annemarie Schimmel

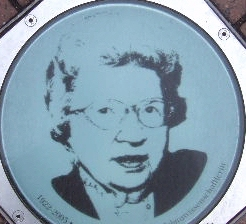
Annemarie Schimmel – Glasplatte in der Bonngasse (Bonn)

Annemarie Brigitte Schimmel (* 7. April 1922 in Erfurt; † 26. Januar 2003 in Bonn) war eine deutsche Islamwissenschaftlerin.

## Leben

### Kindheit und Jugend
Annemarie Schimmels Vater war Postbeamter und befasste sich mit Philosophie und Mystik, die Mutter stammte aus einer Seefahrerfamilie und wurde als sehr tatkräftig bezeichnet. Eine Tante war Schriftstellerin. 1929 erkrankte Schimmel an einer Nierenentzündung, wegen der sie länger zu Hause bleiben musste. In dieser Zeit erzählte ihr die Mutter einige orientalische Märchen. Die Geschichte von Padmanaba und Hassan beeindruckte Schimmel besonders. In ihrer Biografie schrieb sie dazu: „In diesem Moment wusste ich ..., dass hier mein Weg war: Der Orient war das Ziel, der Orient der mystischen Weisheit.“ Von dieser Zeit an las Schimmel auch selbst viel über den Orient und kleidete sogar ihre Puppen orientalisch. Ab 1932 besuchte Schimmel das Goethe-Lyzeum. In einem Aufsatz zum Thema Brief an meine Puppe schrieb Schimmel zum allgemeinen Erstaunen etwas über den Boxeraufstand in China. Da sich bei Schimmel schon sehr früh ihre außergewöhnliche Begabung zeigte, wird sie auch als Wunderkind bezeichnet. Als fünfzehnjährige Schülerin begann Annemarie Schimmel Arabisch bei Hans Ellenberg zu lernen, der gleichzeitig Lektor an der Friedrich-Schiller-Universität Jena war.  Ihre Jugendfreundin Dorle Ritzhaupt – eigentlich Katharina Barbara Dorothea (1922–2015), Tochter des Pfarrers der Barfüßerkirche Adam Ritzhaupt – hatte sie auf Ellenberg als Arabischlehrer aufmerksam gemacht.
Schimmel besuchte in Erfurt das heutige Königin-Luise-Gymnasium, durfte zwei Schuljahre überspringen und konnte schon mit sechzehn Jahren das Abitur ablegen.

### Erste Berufstätigkeit und Studium
Nach sechsmonatigem Arbeitsdienst studierte sie ab 1939 an der Friedrich-Wilhelms-Universität (heute Humboldt-Universität) in Berlin zunächst Chemie und Physik, hörte aber auch islamische Kunstgeschichte und Arabistik. Am 20. November 1941 wurde sie mit der Doktorarbeit Die Stellung des Kalifen und der Qadis im spätmittelalterlichen Ägypten, die 1943 auch in der „Welt des Islams“ erschien, mit magna cum laude an der Universität Berlin promoviert. Bis Kriegsende war sie im Auswärtigen Amt unter Joachim von Ribbentrop als Übersetzerin tätig. Von Mai bis September 1945 wurde sie als Angehörige des Amtes durch die US-amerikanischen Behörden in Marburg interniert. 1946 schloss sie in Marburg ihr Habilitationsverfahren in Islamwissenschaften ab. 1951 wurde sie in Religionsgeschichte bei Friedrich Heiler mit der Arbeit Studien zum Begriff der mystischen Liebe in der frühislamischen Mystik an der Universität Marburg (ein zweites Mal) promoviert.

### Stationen als Hochschullehrerin
1953 wurde sie zur außerplanmäßigen Professorin an der Universität Marburg ernannt und war dort bis 1954 tätig. 1954 wurde sie Professorin für Religionsgeschichte an der Theologischen Fakultät der Universität Ankara, wo sie ihre Lehrveranstaltungen auf Türkisch abhielt und bis 1959 tätig war. Ab 1961 war sie außerplanmäßige Lektorin am Seminar für Orientalische Sprachen der Universität Bonn, wo ihr jedoch der Weg zur ordentlichen Professur verwehrt wurde. Von 1967 bis 1992 war sie Fakultätsmitglied und Dozentin an der Harvard-Universität in Cambridge, Massachusetts, USA. Sie bekam den Auftrag, ein Institut für indo-islamische Kultur aufzubauen. 1970 wurde sie schließlich zur Professorin für indo-muslimische Kultur in Harvard berufen. Sie lehrte später unter anderem am Institut für ismailitische Studien London (1982–1983) und der Universität Edinburgh (1992–1993). Als ihre „zweite Heimat“ bezeichnete sie jedoch Pakistan.

### Werk
Annemarie Schimmel hat weit über hundert Bücher, Artikel und wissenschaftliche Veröffentlichungen publiziert.

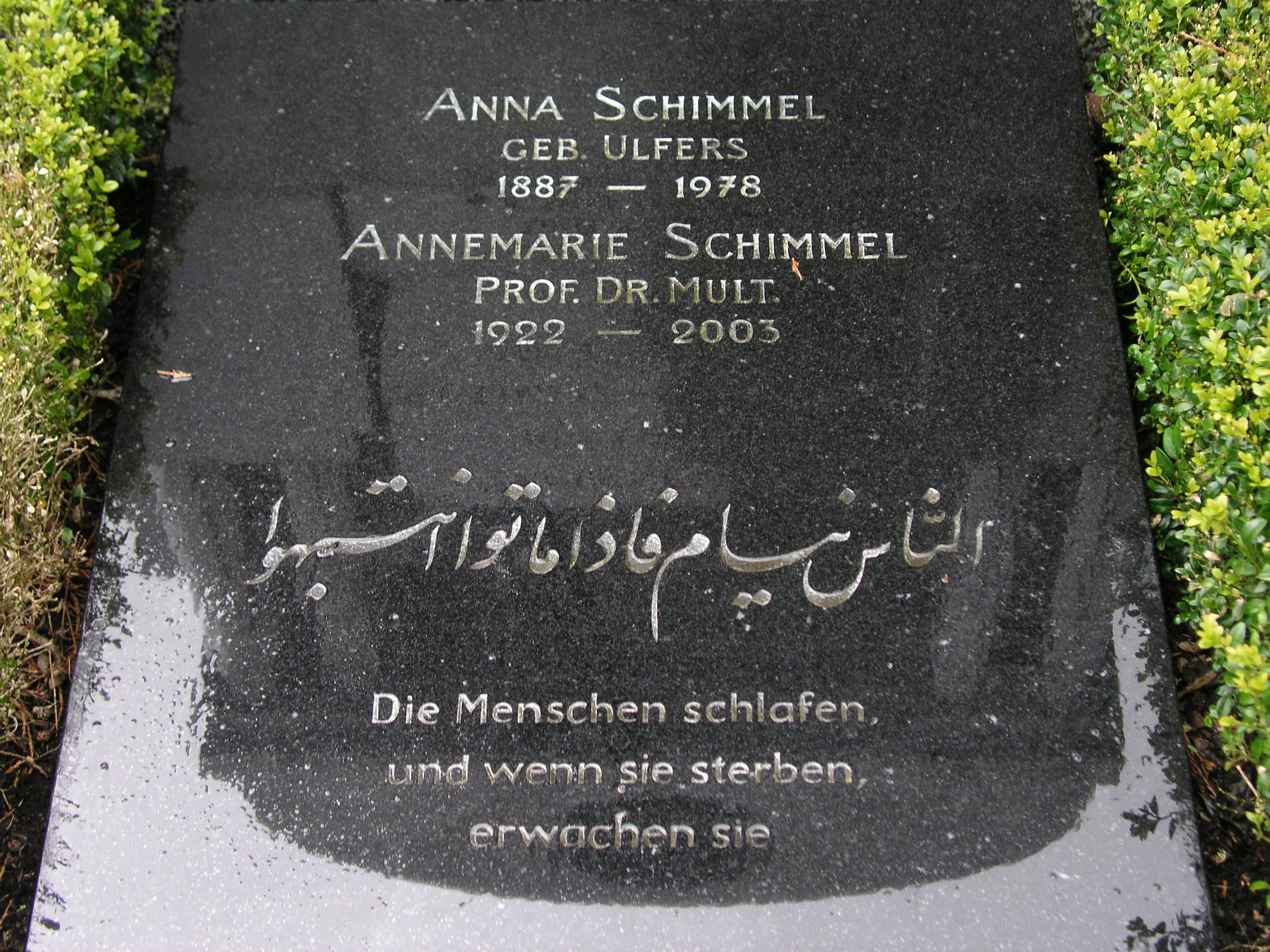
Annemarie Schimmels Grabstätte auf dem Poppelsdorfer Friedhof in Bonn mit einem ʿAlī ibn Abī Tālib zugeschriebenen Spruch, der im Sufismus vielfach aufgegriffen und als Hadith verstanden wurde und den Schimmel als „Motto meiner Kinderzeit“ beschrieben hat: Die Menschen schlafen, und wenn sie sterben, erwachen sie.

Zeit ihres Lebens setzte sich Annemarie Schimmel für ein besseres Verständnis des Islams im Westen und für ein friedliches Miteinander von Muslimen und Nicht-Muslimen ein. In diesem Zusammenhang stellte sie unter anderem wiederholt die Bedeutung des Orientalisten und Dichters Friedrich Rückert heraus. Sie selber stand der Sufi-Mystik nahe; ihr persönlicher Lieblingsdichter war Muhammad Iqbal.
Sie beteiligte sich an einem Solidaritätskomitee für Nasr Abu Zaid, das dem in seiner ägyptischen Heimat wegen seiner Schriften verfolgten Islamwissenschaftler 1995 zur Ausreise ins europäische Exil verhalf.
Zur Koranübersetzung von Max Henning verfasste sie die Einleitung und die Anmerkungen.
In Lahore, Pakistan, existiert das Annemarie-Schimmel-Haus als Begegnungszentrum. Es werden dort Kulturveranstaltungen und Deutschunterricht angeboten. Ihre über 5.000 Bände umfassende Bibliothek wurde als Bibliothek Annemarie Schimmel in die Universitätsbibliothek Erfurt integriert und steht für wissenschaftliche Arbeiten zur Verfügung. Ihr Nachlass, darunter über 30.000 an sie adressierte Briefe, befindet sich in der Universitätsbibliothek Basel.

### Privates
Während ihrer Lehrtätigkeit in Ankara heirateten Annemarie Schimmel und der türkische Ingenieur Osman Tarı im Jahr 1955. Die Ehe wurde  1957 geschieden.
Der Trauergottesdienst für die Verstorbene fand am 4. Februar 2003 in der evangelischen Kreuzkirche in Bonn statt. Annemarie Schimmel wurde auf dem Poppelsdorfer Friedhof beigesetzt.

### Religion
Sie wurde oft sowohl von Muslimen als auch von Nicht-Muslimen gefragt, ob sie Muslima sei oder nicht. In solchen Fällen zog sie es vor, eine ausweichende Antwort zu geben, indem sie z. B. sagte, dass nur diejenigen, die sich nicht sicher sind, ob sie gute Muslime sind oder nicht, wirklich gute Muslime sein können.

### Friedenspreis-Kontroverse 1995
Im Zusammenhang mit der Verleihung des Friedenspreises des deutschen Buchhandels an Schimmel kam es 1995 zu einer heftig geführten Kontroverse, die von einer Äußerung Schimmels ausgelöst wurde. In einem Fernsehinterview hatte sie Verständnis für die Empörung in der islamischen Welt über das Buch Die Satanischen Verse von Salman Rushdie geäußert. Er habe auf eine „sehr üble Art“ die Gefühle gläubiger Muslime verletzt.
Etliche Stimmen sprachen sich gegen die Preisverleihung aus. Es kam zu einer Protestinitiative innerhalb des den Preis stiftenden Börsenvereins. Zu den prominenten Kritikern gehörten Henryk M. Broder, Johannes Mario Simmel, Taslima Nasrin, Ralph Giordano, Alice Schwarzer, Elfriede Jelinek, Günter Wallraff und Bassam Tibi, aber auch Schimmels ehemaliger Schüler Gernot Rotter. Andere Autoren verteidigten Schimmel, darunter die Islamwissenschaftler Stefan Wild, Udo Steinbach, Werner Ende, Navid Kermani und Michael Lüders sowie der ehemalige NS-Diplomat Erwin Wickert, langjähriger Vizepräsident des Freien Deutschen Autorenverbands. Angesichts der Kontroverse trat der als Jury fungierende Stiftungsrat erneut zusammen, bestätigte jedoch nach Prüfung der Einwände die Preisvergabe mit sehr großer Mehrheit. Schimmel entschuldigte ihre Äußerung mit der Bemerkung, ein „absolut unpolitischer“ Mensch zu sein. Bundespräsident Roman Herzog hielt in der Frankfurter Paulskirche die Laudatio auf Schimmel, die vom anwesenden Publikum mit stehenden Ovationen gefeiert wurde. Nach der Preisverleihung ebbte die Kritik an Schimmel ab. Jedoch wurde Schimmel noch 2002 für ihre als unkritisch eingestufte Haltung gegenüber den konservativ-extremistischen Strömungen im Islam von feministischen Islamkritikern angegriffen.

## Preise, Auszeichnungen und Ehrungen
- 1965: Friedrich-Rückert-Preis der Stadt Schweinfurt
- 1978: Auswärtiges Mitglied der Königlich Niederländischen Akademie der Wissenschaften
- 1980: Johann-Heinrich-Voß-Preis für Übersetzung der Deutschen Akademie für Sprache und Dichtung
- 1981: Bundesverdienstkreuz 1. Klasse
- 1983: Ehrenhalbmond der Islamischen Republik Pakistan
- 1987: Mitglied der American Academy of Arts and Sciences
- 1989: Großes Bundesverdienstkreuz
- 1990: Goldene Eule der Sokratischen Gesellschaft
- 1992: Dr.-Leopold-Lucas-Preis der Universität Tübingen
- 1995: Friedenspreis des Deutschen Buchhandels[35]
- 1996: Ägyptischer Verdienstorden für Kunst und Wissenschaft 1. Klasse
- 1996: Verdienstorden der Republik Türkei
- 1997: Ehrenmitglied des Zentralrats der Muslime in Deutschland
- 2001: Reuchlin-Preis der Stadt Pforzheim
- 2002: Dostlik-Orden der Republik Usbekistan
- 2002: Muhammad-Nafi-Tschelebi-Medienpreis
- 2005: Einfügung einer Gedenkplatte in den Bonner „Walk of Fame“ in der Bonngasse
- 2009: Am 17.07. wurde in der Erfurter Andreasvorstadt unweit der Universität Erfurt eine Straße nach ihr benannt.
- 2022: Anlässlich ihres 100. Geburtstages wurde am Elternhaus in Erfurt eine Gedenktafel angebracht.[36]

In der pakistanischen Stadt Lahore sind eine Straße, der Boulevard Annemarie Schimmel, sowie das ehemalige Goethe-Institut nach ihr benannt.

## Annemarie-Schimmel-Stipendium
Die Universität Bonn vergibt jährlich an drei Nachwuchswissenschaftlerinnen ein Annemarie-Schimmel-Stipendium in Höhe von 2.300 Euro pro Monat für den Zeitraum zwischen der Abgabe ihres Antrags auf ein eigenständiges Forschungsvorhaben und dem Ergebnis der Begutachtung durch die Förderorganisation.

## Veröffentlichungen (Auswahl)
- Kalif und Kadi im spätmittelalterlichen Ägypten. Dissertation an der Universität Leipzig, Harrassowitz, Leipzig 1943, DNB 576017809.
- Wiegenlieder. Hüpke & Sohn, Holzminden 1948.
- als Herausgeberin gemeinsam mit Wilhelm Gundert, Walther Schubring: Lyrik des Ostens, Carl Hanser, München 1952.
- Studien zum Begriff der mystischen Liebe im Islam. Dissertation an der Philipps-Universität Marburg 1951, publiziert 1954, DNB 480423180.
- Pakistan – ein Schloß mit 1000 Toren. Orell Füssli, Zürich 1965, DNB 454357656.
- Rumi: Ich bin Wind und du bist Feuer. Leben und Werk des großen Mystikers. Köln 1978. Neuausgabe: Chalice, Xanten 2017, ISBN 978-3-942914-19-2.
- Islam in the Indian Subcontinent. Brill, Leiden 1980.
- Und Muhammad ist sein Prophet. Die Verehrung des Propheten in der islamischen Frömmigkeit. Diederichs, Düsseldorf 1981, ISBN 3-424-00692-0.
- Gärten der Erkenntnis – Texte aus der islamischen Mystik, übertragen von Annemarie Schimmel. Diederichs, Düsseldorf 1982, ISBN 3-424-00697-1.
- als Herausgeberin: Die orientalische Katze. Diederichs, Köln 1983, ISBN 3-424-00801-1. (3. Auflage. Herder, Freiburg im Breisgau / Basel / Wien 1996, ISBN 3-451-04033-6, Herder-Spektrum. Band 4033)
- Mystische Dimensionen des Islam. Die Geschichte des Sufismus (Originaltitel: Mystical dimensions of Islam). Insel, Frankfurt am Main 1995, ISBN 3-458-33415-7 (deutsche Erstausgabe bei Diederichs, Köln 1985).
- als Übersetzerin und Herausgeberin: Al-Halladsch: „O Leute, rettet mich vor Gott“ (von Abū l-Mughīth al-Husain ibn Mansūr al-Hallādsch). Herder, Freiburg im Breisgau / Basel / Wien 1985, ISBN 3-451-08240-3 (Neuausgabe als: Halladsch – „Oh Leute, rettet mich vor Gott“ bei Chalice, Xanten 2017, ISBN 978-3-942914-18-5).
- Rumi. Von Allem und vom Einen, Diederichs, München 1988, ISBN 3-424-00947-4.
- Die Religion des Islam: eine Einführung . (= Reclams Universal-Bibliothek, Nr. 18659 Reclam-Sachbuch). 11. Auflage. Reclam, Stuttgart 2010, ISBN 978-3-15-018659-6 (Erstausgabe als Der Islam, 1990).
- als Herausgeberin: Einleitung und Anmerkungen zu: Der Koran. (= Reclams Universal-Bibliothek, Nr. 4206). (Originaltitel: Qurʾān, aus dem Arabischen übertragen von Max Henning). Reclam, Stuttgart 1990, ISBN 3-15-004206-2.
- Dschalal ad-Din Rumi: Sieh! Das ist Liebe: Gedichte, ausgewählt und übertragen von Annemarie Schimmel. Basel: Sphinx 1993. Neuausgabe: Chalice, Xanten 2019, ISBN 978-3-942914-41-3.
- Aus dem goldenen Becher – Türkische Gedichte aus sieben Jahrhunderten, Önel, Köln 1993, ISBN 975-17-1317-X.
- Berge, Wüsten, Heiligtümer. Meine Reisen in Pakistan und Indien. dtv, München 1994, ISBN 3-423-30639-4.
- West-östliche Annäherungen. Europa in der Begegnung mit der islamischen Welt. Kohlhammer, Stuttgart 1995, ISBN 3-17-014046-9.
- Jesus und Maria in der islamischen Mystik. Kösel, München 1996. Neuausgabe: Chalice, Xanten 2018, ISBN 978-3-942914-30-7.
- Die drei Versprechen des Sperlings. Die schönsten Tierlegenden aus der islamischen Welt. Beck, München 1997, ISBN 3-406-41851-1.
- Die Träume des Kalifen. Träume und ihre Deutung in der islamischen Kultur. Beck, München 1998, ISBN 3-406-44056-8.
- Gesang und Ekstase. Sufi-Texte des indischen Islam. Kösel, München 1999, ISBN 3-466-20448-8.
- Im Reich der Großmoguln. Geschichte, Kunst, Kultur. Beck, München 2000, ISBN 3-406-46486-6.
- Kleine Paradiese. Blumen und Gärten im Islam. Herder, Freiburg im Breisgau u. a. 2001, ISBN 3-451-05192-3.
- Rumi. Meister der Spiritualität. Herder, Freiburg im Breisgau.
- Morgenland und Abendland. Mein west-östliches Leben. Autobiografie. Beck, München 2002, ISBN 3-406-49564-8.
- Das islamische Jahr. Zeiten und Feste. (= Beck’sche Reihe). 3. Auflage. Beck, München 2011 (Erstausgabe 2001), ISBN 978-3-406-61130-8.
- Allah, Koran und Ramadan: Alltag und Tradition im Islam. Patmos, Ostfildern 2012, ISBN 978-3-8436-0167-2.